# Jean-Loup Chrétien
Jean-Loup Chrétien (La Rochelle, 20 agosto 1938) è un astronauta francese.
Fu il primo Europeo occidentale ad effettuare un volo nello spazio.